# 异人族
异人族（英語：Inhumans），是一个由漫威漫画创造的虚构的超人类种族，在該公司出版的多套漫畫書系列作品中擔任主要角色。最早出現異人族的作品，是《驚奇4超人》第45期（1965年12月）。

## 源起历史
距今數百萬年前的克里人-史克魯爾人戰爭，克里人在兩個帝國間的駐紮區發現地球上存在著具有基因改造潛能的靈性生物。於是他們在人體移植改造過的永生者基因，企圖建立超人類兵團對抗經由科技強化身體的超級史克魯爾人，後來因不明原因而遺棄實驗，存活下來的個體逐漸發展出自身的社會和文化架構。
地球的異人族發源地亞提蘭是一座位於北大西洋的島嶼。異人族後來多次遷移，居住地包括至安地斯山脈、喜馬拉雅山和月球藍區，最近一次在克里人的原居地哈拉。
異人族的外貌和能力比普通人類更具多樣性。一個普通的異人的平均力氣是1噸，奔跑最高時速可超過30英哩，各方面的體能和感官都勝過常人，平均能活150年。因為異人族本身閉關自守的社會習俗和異人基因中同類相聚的傾向所導致近親繁殖，他們的免疫力反而低於常人水平，無法忍受現今地球的一般環境品質。

## 宇宙異人
除了太陽系，克里人在其他四個星球也進行異人實驗。他們各自也都具有類似的能力催化劑、發展出高技術的遺傳科學和汎合金、並和地球上的異人族在藍月區組成宇宙異人(Universal Inhumans)。即便四族都是女性領導的君主制，女性都少於男性。異人基因中的潛意識預言"從永夜回來的國王會和各族的五位皇后"帶領全體異人族到達聖地新哈拉(New Hala)。
凱米利恩人體態纖細、人身馬頭，膚色偏淺，眼球有片瞬膜且膝蓋是反向，文化保守、嚴守種性制度和禁混血。他們食用從只在夜間開花的抗原樹(Antigen Tree)的花蜜萃取的特有抗生素Antigenesis。現任領袖是歐諾蜜·懷特曼 (Onomi Whitemane)主席。
卡爾·布萊克班 (Kal Blackbane):副主席及宇宙異人的光明戰隊(Light Brigade)隊長，代號與所使用的光劍依樣叫做深夜之刃(Midnight Blade)。
半人馬族 (Centaurians)後腦杓鰭角、耳朵尖細，多為藍皮膚。現在的女頭目是烏拉·烏東塔 (Oola Udonta)。他們注射同源寶石(Isogen Orbs)產出的同化物(Isogenesis)。
厄瑞斯 (Arris):烏拉·烏東塔的顧問，能力為心電感應。
艾爾斯·烏東塔 (Els Udonta):外號投石者(Stonethrower)，光明戰隊中的弓箭手。
普拉克斯·歐爾德 (Prax Ord):光明戰隊隊員，因其金屬質的外皮被稱作鐵巨人(Metallic Titan)。
勇度烏東塔:宇宙海盜「破壞者」（Ravagers）的領導和初代的星際異攻隊創始人之一。
恐怖怨靈和斯庫魯人有親緣關係、亦有一定程度的變形能力。唇鼻間有一對觸鬚、型態跟人最不相近、無毛無瞳孔，體能特別強壯、也有巫術文化。和凱米利恩人一樣實施保守的種姓制文化也禁止混血。催化劑是異原料(Exogen Spice)製成的吸入性物質Exogenesis，也被麥西穆斯用來恢復黑蝠王因泰瑞根迷霧流失的力量。目前的領導人是阿芙伊 (Avoe)女神。
胡恩德 (Hooud):別號死行者(Creeping Death)，擅長改變體型大小和聲音；光明戰隊隊員之一。
佛烏爾 (Voorr):外號太陽(Sun)，光明戰隊隊員，能藉控制質能飛行和投射能量場。
巴頓恩族手腳帶蹼的爬蟲人、多為綠膚，比克里人和斯庫魯族都古老。起初社會歷經長期的性別戰爭後由男性勝出、女性都被拘捕。注射一滴被水稀釋的惰性雙元素(dormant Amphogen)調配的雙性變質(Amphogenesis)激活能力。阿拉蒂·寇·伊克 (Aladi Ko Eke)女皇為現任統治者。
達拉·寇·伊克 (Dara Ko Eke):號稱全知者(All-Knowing)，光明戰隊的隊員，據信是女皇的女兒。
達歐·達莫克 (Dal Damoc)具有懸浮能力的異人，也是宇宙異人的一員。當異人族皇室離開克里帝國時，他留在阿提蘭監視它。當宇宙異人回歸並團結在一起時，他也成為了這個新時代的先驅。

## 泰瑞根之霧
泰瑞根之霧(Terrigen Mists)是泰瑞根水晶(Terrigen Crystals)接觸到水後所產生的霧氣。2萬5千年前，異人族的首領兼遺傳學者萊達克發現泰瑞根水晶。他接觸泰瑞根之霧後，獲得近乎不朽族的心靈力量。泰瑞根之霧的接觸者有時會突變出超人類的力量，如黑蝠王、梅杜莎和卡瑪拉克汗。異人族的社會文化可說是以泰瑞根之霧為基礎，接觸泰瑞根之霧是他們古老的成年儀式。
與之相對的瑟洛晶體(Xerogen Crystals)經由從動引擎(Slave Engine)催生的瑟洛迷霧(Xerogenesis)會使人類退化成異原人(Alpha Primitives)。
近來，泰瑞根之霧被用來重新恢復失去能力的變種人的力量。但成效通常是暫時的、接觸者甚至會因為力量過度被強化而產生強烈的負作用。泰瑞根之霧對生物因子具有極大的殺傷力，異人族若過度暴露在其之下也會導致基因或心智受損、即使他們近年有在控制劑量。

## 翼人
克里人在地球創造的異人的分支、他們自視為更高等的種族且是鳥類的演化巔峰、不過和鳥類幾乎毫無關連。因異人本身的多樣性、變異為翼人的異人起初並不罕見，共通的能力是飛行和高空適應、不須像其他族的異人一樣需要被催化能力。一些民族主義強烈的翼人在約西元前500年要求當時的異人王內斯特(Nestor)搭建漂浮在亞提蘭上方的天空之城。隨著翼人自身優越感的增加，第一代翼人王凱魯斯(Kylus)領軍發動獨立戰爭；凱魯斯之後開始"清除"天空之城內沒有白色羽毛的異人，Nestor對這個種族屠殺感到驚訝而接受翼人的建國要求並切斷原先聯繫亞提蘭與天空之城的鐵道通路，使城市四處飄浮。建國初期，翼人因為大饑荒而劫掠人類、被誤認為哈耳庇厄、後來才開始發展為穩健和平的社會，凱魯斯亦變成較明理的統治者、但他的大屠殺暴行仍被視為翼人的歷史汙點。
凱魯斯(Kylus)策劃翼人叛亂和天空之城建國的第一任君主、後來下令在數小時內屠殺羽翼不夠白的翼人。
雀魯斯(Cheiros)翼人建國叛軍之一的首領，因為有著蝙蝠般的翅膀、在凱魯斯的屠殺令中殉國。天空之城內的一座山丘為了紀念他而以他的名字命名，厄律瓦18世給紅鴉的人造蝙蝠翼也是期許他能成為雀魯斯的接班人。
厄律瓦18世(Aerivar XVIII)20世紀時期的翼人領袖，認為人類是低劣的物種而在二戰後下令襲擊人類，但隨後被他所領養的紅鴉阻止
神鷹(Condor)反派、沉沒的天空之城再度浮出後的存活者之一。他誘騙失憶的柴達人(Xandarian)供能者(Powerhouse)並洗腦新星幫助他從事犯罪，在和斯芬克斯的對戰中被變成真的禿鷹、之後和新星對戰時被擊敗。
紅鴉(Red Raven)被厄律瓦18世收養的人類，和父母搭乘的飛機撞上天空之城時的唯一倖存者、厄律瓦18世期待把他培育成最聰明強壯的人類。翼人的統治階級在二戰後受到主張清除地面世界的血鴉教(Bloodraven Cult)影響，欲對人類開戰，但紅鴉認為人類有能力消滅翼人而反對。主戰派的會議無意退讓、紅鴉不得已釋出催眠瓦斯使包含他自己及丹妮亞在內的翼人陷入假死狀態、分離城中的軍事機構並使整座天空之城沒入大西洋；他製造出自己的機械複製人確保城市在沒入海中的二十年後會再度浮出並維護期間的機能和沉睡的市民。此舉卻造成此後翼人人口數銳減。在薩諾斯入侵亞提蘭時，黑蝠王引爆的泰瑞根迷霧擴散到天空之城、沒有應對基因的翼人族群死傷慘重襲擊亞提蘭。他率領同樣被被泰瑞根迷霧毒害身心的僅存翼人襲擊亞提蘭，但被蜘蛛人、美國隊長及新亞提蘭的居民勸服；梅杜莎承諾他會彌補翼人的損失並讓黑蝠王負該負的責任。因為他是人類，厄律瓦18世替他配備了人工的飛行翼。
丹妮亞(Dania)紅鴉和當地翼人的混血女兒，二代紅鴉。
雙頭獸(Bi-Beast)由於紅鴉沉沒天空之城導致翼人的文化跟族群數一樣面臨斷層，僅存的翼人創造來人造人保存他們軍事與文化。有兩個上下堆疊的頭、常常彼此爭論。有極高的力量、耐力、戰鬥力及智能。當布魯斯班納及女友貝蒂羅斯碰巧登陸天空之城時，他要求班納修復城內的器械、班納反倒運用他們的技術幫助貝蒂復原。被騙的雙頭獸和浩克發生激鬥，為了不讓城市落入即將抵達的援軍手中，他炸毀城市並在爆炸中身亡。翼人製造出的第二個雙頭獸卻在爆炸中幸免於難並成為反派。

## 異原人
4000年前，異人族遺傳學家Avadar說服異人的遺傳學議會利用瑟洛迷霧"開化"低等人種，並作為異人族可合法生物複製的奴隸。異原人的智商約等於六歲孩童、無性別、只能經由克隆生成，他們一直以來都毫無怨言從事各種包括興建亞提蘭城在內的苦勞，除了六小時的睡眠、其餘時間都在工作，也沒有休息或文化活動。曾被忌名和麥西穆斯這類的君王當作奴隸大軍。有些較無種族歧視的異人皇族會禁止利用異原人作遺傳實驗的白老鼠。異人族近年開始對剝削異原人產生罪惡感、異原人也產生多次叛變，戈爾工與卡納克都有因提議納他們為奴而受罰。忌名的叛變失敗後，異原人軍團也可過自己的生活。
RN-62負責防止異人族過度沾染泰瑞根之霧的異原人，自稱是族人中第一個使人受孕。
阿爾芬 (Alphan)異人族皇室的僕人，數次幫他們抵禦外敵。
奧米加 (Omega)麥西穆斯用來政變的巨大人造異原人，利用虹吸精神能量(siphon psychic energy)原理將異人族對奴隸文化的內疚轉為力量，因此在異人族克服心理障礙後就失去行動力。被奧創控制並到水晶及快銀的婚禮鬧場、後被打敗。
特里空(Trikon)三個智力被麥西穆斯激發到近乎常人的異原人，他們殺死守衛取得泰瑞根之霧，存活並獲得飛行和投射雷射、能量場的能力，引導異原人叛變、破壞城市，最後被驅逐到外太空。
雷諾(Reyno)和戈爾工的女兒阿列克托（Alecto）私奔。

## 異人族皇室
黑蝠王（Black Bolt，本名 Blackagar Boltagon，或譯作「黑閃電」）
亞提蘭統治者，負責託管無限寶石之一的空間寶石。超能力是從嘴裡出聲爆發出超高強度聲波，被蜘蛛人譽為是宇宙第二強的超級英雄(第一強是哨兵)，具有超人的體力和感官，力氣可匹敵石頭人，光憑力量可和索爾抗衡，速度直逼快銀；超能力包括反地心引力飛行、抗心靈滲透、質能控制等。他的力量在漫威宇宙數一數二強大，是漫威世界中領頭級的一線英雄。由於光吹個口哨就能摧毀整個城市、幼年時被監管且須穿上壓抑力量的衣物，平時相當沉默，重視國家勝過家庭，目前和其他宇宙異人的四族女首領聯姻。
麥西穆斯（Maximus，本名 Maximus Boltagon）
亞提蘭勛爵和科學家、黑蝠王的弟弟，人稱「狂人麥西穆斯」、反社會人格，剛開始接觸泰瑞根之霧時變異不顯著。具有天才級智力，專注(也只在這種情況)時能控制半徑六公尺內的心智、但被操控者都一致只會有單一行為，能力因性情問題而無法完全發揮。曾數度和驚奇四超人做對，也因覬覦王位而多次政變；但這些幾乎都是私人恩怨和家務事，嚴格來說他並非反派。持有一把能產生地震波的原子槍和一把幫助他進行遠距離心靈操控的催眠槍。
水晶（Crystal，本名 Crystalia Amaquelin Maximoff）
異人族皇室顧問和探險家、快銀的前妻。梅杜莎的姐妹；為了和克里人合作救回不斯庫魯人囚禁的黑蝠王而被迫嫁給控訴者羅南、但有改善。能藉操縱元素製造並控制水、土、火、氣。她的衣服由不知名異人族科學家所製，能承受劇烈的環境變化。她本身只能忍受環境物質的劇變約一小時，能力施展太久會造成心智疲勞、進而影響能力。
梅杜莎（Medusa，本名 Medusalith Amaquelin-Boltagon）
黑蝠王的表親兼妻子、亞提蘭第一夫人、水晶的姐妹。比鋼絲更強韌的秀髮能隨意識活動、延伸達六英呎、有著1.6頓的力量、迅速再生且能以高於音速的速度甩動。她在幼年時能和黑蝠王在靜默中溝通、兩人因而看上彼此。她通常扮演寡言丈夫的私人翻譯員、負責解釋黑蝠王的想法和肢體語言。對她丈夫的治國和領導而言，她是很稱職的幕後功臣。
阿胡拉（Ahura，本名 Ahura Boltagon）
黑蝠王和梅杜莎的兒子。有著類似他父親黑蝠王的超音震波和有限的心電感應和心智控制。後來，他演化出能致死的靈能邪眼，但這大部份時候都處於休眠狀態。
鎖齒狗（Lockjaw）
異人族皇室獸形象徵的貨運人員。能瞬間傳送半徑14英呎內的物體、最遠可達月球的遠地點或其他空間、能感知空間的距離和地點的相對位置，因此嗅覺可以探入異次元、利爪足以刺穿鋼筋水泥。可載重超過1.6頓。特殊的消化系統可令他可吃下各種無機物。他是身分歷史不明的巨牛頭犬型異人、本名不詳，僅知幼年期暴露在泰瑞根之霧而發生異變。頭上有一隻音叉狀的天線。高達5英呎、體長破2米、重約730公斤。其餘生理特質幾乎等同於一般犬科動物。
月神（Luna，本名 Luna Maximoff）
水晶和變種人快銀的女兒，能藉由判讀氣場獲得一個生靈生心理的訊息，並可生成、植入、操控氣場已達到心靈控制的效果。
崔坦（Triton）
異人族皇室的護衛和偵察兵，黑蝠王和麥西穆斯的表兄弟、卡納克的哥哥、兩人的生父是哲學家和牧師。能適應各種水中環境、泳速高達40英哩，力量是一般異人的兩倍、必要且條件許可下甚至可爆發50倍的威力。他是魚人型的異人，特徵是藍綠色鱗皮、蹼、鰭和魚鰓。弱點是不能離水超過5分鐘。
戈爾工（Gorgon，本名 Gorgon Petragon）
異人族行政首長、保鏢和軍方司令，黑蝠王和麥西穆斯的堂兄弟。力量是一般異人族的40倍。他的偶蹄可採踏出芮氏規模7.5的強震、位在斷層帶上則可增強到9.5。雙腿是牛蹄。因被神盾局囚禁測試泰瑞根之霧作為大規模毀滅武器的可行性，二度接觸泰瑞根之霧後智能受損而變得兇爆。有一女阿列克托。
卡爾納克（Karnak）
異人族的哲學和神學士，黑蝠王和麥西穆斯的表兄弟、崔坦的弟弟，因兄長接觸泰瑞根之霧後不得不離家入水、他的父母怕再失愛子而不讓他接觸泰瑞根之霧，所以也沒有特別顯著的能力。他的弱點感知力來自心神冥想的修練，是優異的武術家。
忌名 (Unspoken)
前任異人族首領，本體是泰瑞根迷霧、能自行操控泰瑞根迷霧的突變獲得如強大的生理機能、能量放射、製造強風和光能刀等各種能力，但越多能力所能維持的時間越短、且若不持續接觸泰瑞根迷霧和晶體就會能力流失至普通級別。認為克里人留下的瑟洛水晶技術太危險而打算連同從動引擎一起封埋在西藏以防危害人們，但年輕的黑蝠王反對這種可能導致異人族資產外流的處理方式而率領異人族皇室推翻他、並將他的名字和一切事蹟從異人歷史中消除；雖然他被妖魔化成異人族床邊故事的怪物，從他為了人民著想而移除從動引擎的舉動仍能看出他其實是為公正的君王。在喜馬拉雅山區被異原人照料康復後，意圖釋出瑟洛迷霧使地球人突變成異原人征服世界亦使被感染的復仇者互鬥；為此黃蜂女罵他是在挫敗中沉淪還學不會放下向前看的可憐蟲。瑟洛迷霧最後反噬並令他老化到無法戰鬥，異原人最後允許他一起在之前的洞裡過生活。

## 異人族皇家衛隊
異人族皇家衛隊是由一群異人族組成的，負責保護異人族皇室。其成員包括：
奇內 (Chynae)
具有尖尖耳朵和鰓的水生異人。
迪努 (Dinu)
一個在轉化期間被毀容的年輕異人，他的臉上戴著一個有眼孔和拉鍊的面具。有傳言說轉化儀式已經將牠完全毀容了，只是看著他的臉就會導致死亡。
行駛 (Drive)
具有超快速度的異人。
納尼斯 (Naanis)
一個像樹一樣的異人，提姆柏利絲 (Timberius)的雙胞胎兄弟。
奈菲 (Neifi)
具有灰色皮膚和爬行動物特徵的異人。他擁有超強的力量和耐久性，他的皮膚就像盔甲。
托納加 (Tonaja)
具有綠色鱗片狀皮膚和可伸展棕色翅膀的異人。

## 新一代異人族
阿拉瑞斯（Alaris）
異人族皇室護衛、交換學生和外交官。經強化力量的異人和優異的武術家、性格樂觀也有點單純。金色皮膚的防彈力強。
卓倫（Jolen）
園藝系交換學生。能和植物心電感應並操控它們。
娜瑞斯（Nahrees）
異人族皇室的護衛和外交官。能力是電力生成和操控、飛行。他和快銀及驚奇四超人交惡。
桑（San）
一個可以用有機黏土雕刻物體的異人。

## 麥西穆斯的異人族盟友
麥西穆斯的異人族盟友，成員有:
艾瑞歐 (Aireo)
也被稱為天空破壞者 (Skybreaker) 。一個可以操縱空氣的異人，自然力量組織成員。
法歐柯納 (Falcona)
一個可以控制猛禽類中任何鳥類的異人。
里歐納斯 (Leonus)
一個獅子般的異人。
尼布羅 (Nebulo)
一個隱形的異人，在光線下只能看見他的影子。
尋找者 (Seeker)
本名卡德列克(Kadlec)，在麥西穆斯統治阿提蘭期間為其工作，擁有能夠追踪數千英里的異人的能力。
斯泰利爾 (Stallior)
一個像半人馬一樣的異人。
提姆伯利斯 (Timberius)
一個可以控制植物的樹狀異人，納尼斯 (Naanis) 的雙胞胎兄弟。

## 遺傳委員會
遺傳委員會是一個異人族團體負責作關於使用泰瑞根迷霧和異人族的命運的決定。已知成員包括：
阿爾卡岱恩·阿卡狄奧斯 (Arkadine Arcadius)
異人族的總理，也是遺傳委員會成員。他有能力透過雕像製作畫面和說話。
阿維雅 (Avia)
一個有鳥類翅膀的女性異人，是遺傳委員會的成員。
卡爾瑟斯 (Carthus)
遺傳委員會的精神顧問與宗教領袖。他的身體是藍色的，頭上有幾個紅色尖刺。
賽娜斯 (Cynas)
一名獨眼金色女性異人，是遺傳委員會的成員。
佛爾格爾 (Furgar)
遺傳委員會的成員，爬行動物型異人。
齊坦 (Kitang)
遺傳委員會成員。在他幾次企圖綁架阿胡拉後被罷免。
波爾柯 (Porcal)
遺傳委員會的成員，具有生長羽毛的能力。
薩菲拉絲 (Sapphiras)
一位金色的女性異人，是遺傳委員會的成員。
塔爾工 (Targon)
一個野獸型的異人，是遺傳委員會的成員。

## 深紅幹部
深紅幹部(Crimson Cadre)是由通用阿托爾將軍領導的異人族私刑義警。其成員包括：
阿托爾將軍 (General Ator)
阿托爾將軍是深紅幹部的領導者。他目前的狀況和下落不明。
敏捷的伊拉科 (Eelak the Agile)
一個具有增強敏捷性的異人。目前的狀況和下落不明。
馬爾格尤 (Margoyle)
像石像鬼一樣的異人。目前的狀況和下落不明。
波瑟斯 (Pulssus)
能操縱電流的異人。目前的狀況和下落不明。
路塔爾 (Rootar)
樹皮皮膚的異人。目前的狀況和下落不明。
葛拉布 (Glaboo)
有著泥狀軀體的異人。目前的狀況和下落不明。

## 混血異人
在大事件無限之後，異人族的部落已經秘密地存在於地球周圍並且與人類交配，許多人最終在不了解他們的過去的情況下進入現代社會，生產異人族/人類混血兒。混血異人有:
驚奇女士（Ms. Marvel，本名 Kamala Khan）
二代驚奇女士，紐澤西高中生、異人族後裔。能力是超人的彈性、能像神奇先生一樣伸縮身體；可靠收縮身體的分子結構增加體型，同時提升自身的力量和防禦力、恢復力過人。她曾可改變外表，此能力因自身的療癒能力消耗體力而消失。她生於傳統的巴基斯坦裔穆斯林家庭。在和父母鬧脾氣而外出的當晚，黑蝠王散播的泰瑞根之霧籠罩紐澤西、催化出她異人族分子的超能力。後來為了仿效偶像卡蘿丹弗斯及彼得帕克而成為超級英雄。
冰雪暴（Blizzard，本名 Donnie Gill）
有前科和傭兵經驗的探險家。能力是電力放射，鐵甲裝可賦予水和低溫的控制能力，轉化改變了他的皮膚顏色。
托羅（Toro，本名 Thomas Raymond）
第一代霹靂火的助手。入侵者和兒童突擊隊的創始成員。能力是以化學能控制來生成和操縱火焰。
亞當·羅德里克（Adam Roderick）
一名混血異人，在他被超智機構的分支IDIC捕穫後，他被認為具有增強的免疫系統，而實際上他的真實能力源於他將自己的信念變為現實並保護他。
阿捷·羅伊 (Ajay Roy)
一位印度名人影星。當迷霧襲來時，他正在電影首映會的紅地毯上，面前出現一個巨大的怪異植物。他瘋狂反擊，但被當時也在首映會上的異人迪內許·迪歐 (Dinesh Diol) 阻止。他們都是九頭蛇 (HYDRA) 的目標，直到被霹靂火，美杜莎，娜迦 (Naja) 和崔坦拯救。迪內許與四人成為朋友，而阿捷則在九頭蛇特工的追逐下逃到了街頭。
愛麗絲·泰勒 (Alice Taylor-Kedzierski)
一位擁有在物體之間傳遞質量的能力的家庭主婦。在愛麗絲的力量意外地將她與她的鄰居蘇靜 (Soojin) 和哈娜·芮伊 (Hana Rhee)一起進入微觀宇宙後，他們被非凡復仇者救出。
安娜·克拉維諾夫 (Ana Kravinoff)
獵人克拉文的女兒，一名混血異人。她設法避免轉化，並殺死她的阿姨以證明自己配得上她的父親。然後，她同意引導弗林特 (Flint) 和 戈爾貢 (Gorgon) 到非洲找到一個隱藏的異人族城市烏托蘭 (Utolan) ，但只是希望他們可以治愈她。她被烏托蘭委員會背叛，然後通過允許泰瑞根雲霧 (Terrigen Cloud) 包圍她來讓她擁抱她的本性。她的異人族樣貌和能力尚未透露。
安娜·布里森 (Anna Brisson)
在潔西卡瓊斯的故事中短暫出現，擁有飛行的能力，已死亡。
震波女 (Quake，本名 Daisy Johnson)
神盾局10級特工和神盾局的前任主任，他也是秘密勇士和复仇者的前成員。曾經被認為是一個變種人，她從她父親海德先生的實驗中獲得了自己和她母親的異人族DNA的能力。秘密勇士的領導者。
多麗絲 (Doris)
一位年邁的寡婦，在她的銀行取消抵押房屋後，她向律師馬特·默多克尋求幫助。在暴露於泰瑞根迷霧之後，她變成了一種類似魷魚的生物，有大量的觸手代替武器。她襲擊了復仇者 A.I.，然後被他們的末日機器人說服並停下來，並被美杜莎帶走。
流亡者 (Exile，本名 Victor Kohl)
維克多科爾是一個混血異人，也是滿大人的黑光戒指的持有者之一。他被阿諾·史塔克 (Arno Stark) 殺死。
菲奧娜 (Fiona)
一個像鳥一樣的異人和前部落客，是弗林 (Flynn) 的妹妹。她在拍攝自拍時接觸了泰瑞根迷霧，隨後開始撰寫關於她病情的文章。在試圖自殺的同時，她被復仇者學院的成員和新X戰警的前成員救出。菲奧娜後來加入了復仇者學院。
弗林特（Flint）
一個十幾歲的非裔美國人異人。他有能力控制岩石和石頭。他的一部分臉是由岩石組成的。他在一個原本由異人族居住的小鎮中長大，當泰瑞根迷霧通過時，小鎮所有的異人都死了，留下他一個倖存者。後來，他被揭曉為烏托蘭母親長老會中 (Maternal Council of Elders )的伊瑞利斯 (Irellis)失踪多年的兒子。
弗林 (Flynn)
菲奧娜 (Fiona) 的兄弟。具有超強力氣，增強的耐力和出色的跳躍能力。他攻擊了那些冤枉他的人，只是被菲奧娜和復仇者學院的學生們扯下來。弗林後來就讀於拉脫維亞科學學院。
富勒米納（Fulmina，本名 Sylvia Prell）
來自紐約市的一名大學生，在薩諾斯入侵地球期間表現出她的異人能力。她擁有將自己變成純電力生物的能力。
煙 (Fume，本名 Daryl)
一個控制氣體的異人，是萊許 (Lash) 一夥的成員。
格爾多夫
一位十幾歲的拉脫維亞交換生，可以釋放強大的能量。在與艾瑪·佛斯特和X戰警發生短暫對峙之後，他被莫妮卡·拉帕奇尼和超智機構俘獲。
格羅莉安娜 （Glorianna，本名 Rhonda Fleming ）
帕克工業公司召集的變種人專家，以確定泰瑞根迷霧對變種人的影響，但她擁有異人族DNA並經歷了轉化。她的繭被萊許偷走了。蜘蛛人2099追逐萊許以拯救朗達。當她出現時，她將萊許傳送出去並宣稱她將成為地球的新神。蜘蛛俠2099與她戰鬥，直到她不小心傷害了她的女友茉莉 (Jasmine)。然後格羅莉安娜將自己傳送到隱居處。
網格 (Grid，本名 Dinesh Deol )
迪內許·迪歐是來自印度的工程師，他的轉化使他能夠看到電磁波譜以及使用磁動力學。他阻止了阿捷·羅伊 (Ajay Roy) 對抗巨大的怪異植物。他們都是九頭蛇 (HYDRA) 的目標，直到被霹靂火，美杜莎，娜迦 (Naja) 和崔坦拯救。
格羅夫 (Grove)
萊許一夥的異人。
獬豸 (Haechi，本名 Mark Sim )
一個韓國異人男孩，他可以吸收能量，進行能量衝擊，並使用大量的能量變成一個殘酷的公牛般的生物。新勇士的現任成員
活體引擎哈伯 (Hub the Living Engine，本名 Hubartes Plutaris )
哈伯瑞茲·普拉特瑞斯在經歷了轉化並且醒來後發現他失去了大部分的身體，除了他的頭部，成為一個機械構造。由於無法與外界溝通，他成了一名陷入困境的囚犯，因為他的能量表現在能量產生，光束和控制他所連接的任何能量系統的能力上。最終，阿提蘭的異人皇室成員找到了他，並將他掛在一艘名為The Royal Inhuman Vessel的思想動力船上。
地獄火 (但丁·波特茲)
拉丁裔青少年，可以將自己變成火與硫磺的存在。秘密勇士的成員。
鐵十字二世 (Iron Cross II，本名 Carrie Gruler ）
“德國鋼鐵人”和鐵十字的女兒。她的轉化引起了分子結合能力，將她與一套盔甲合併。
伊索 (Iso，本名 Xiaoyi ）
來自中國農村的一名年輕女子。她有能力控制她周圍的壓力。
傑克·切恩 (Jack Chain )
萊許一夥中一個可以操縱黑暗力量鎖鏈的異人。
捷那斯·加迪恩 (Janus Jardeen )
一個異人，任何有預知的人都無法察覺。在搬到舊金山之前，他曾是金霸王的前任主教，導致他暫時與黑貓的幫派合作。當金霸王發現他和蠻山馬可正在進行的販賣人口事件讓尤特西斯的預知未被發現時，金霸王後來重新雇用了他。
布魯克林的拾荒者（Junkman of Brooklyn，本名 Gavrel Achtor ）
一個可以操控垃圾並將其扔向對手的異人。他試圖報復莎拉·加爾薩 (Sarah Garza) 因意外摧毀他的公寓大樓，但被尼克·福瑞二世槍殺。
卡布姆 (Kaboom)
一個十幾歲的女孩，擁有為天堂 (Lineage)工作的力量，卡瑪拉·克汗的敵人。
凱梅倫 (Kamran)
卡瑪拉·克汗的家庭朋友和愛好者。當他激活自己的能力時，他的皮膚會發出藍色的光，他可以使他接觸的東西爆炸。後來他被揭露為天堂 (Lineage) 工作，卡瑪拉在新阿提蘭 (New Atillan) 上擊敗了他。
怪獸小子 (Kid Kaiju，本名 Kei Kawade )
來自佐治亞州亞特蘭大的日裔美國小孩，他喜歡各種各樣的怪物。當泰瑞根迷無喚醒他的異人族DNA時，他的生活發生了變化，使他能夠通過繪畫來召喚甚至創造任何類型的怪物。
天堂（Lineage，本名 Gordon“Gordo”Nobili )
在轉化之前，他是馬基亞家族的族長。在轉化之後，他發現自己身上有紫色的皮膚，頭上長出了幾個巨大的尖刺，超強的力量，以及與他的祖先和後代交流的能力。然而，轉化完成後不久，他就失去了兩個兒子（一個人在一場巨大的交火中死亡，另一個人在看到他變成了什麼後自殺），並誓言對他認為對一切負責的人進行報復...... 也就是懲罰者。
活夢（Living Dream，本名 Thahn Ng ）
一個活生生的生物，正在重生為一個生活在Sin-Cong這個小國上的混血異人。但是，因國家執政的獨裁者下令，許多發展出這種身體怪異的人被國家的軍隊在家中狩獵並活活燒死。當阿提蘭的皇家異人族外交使團在RIV上接近他的家園時，他用所有被下令處決的已故混血異人的記憶轟炸了其成員，以便將他們推向他的報復目標。他最後擁有了前罪犯委員會官員的屍體。
梅魯達 (Meruda)
一個能控制天氣的異人，曾經在肯亞對暴風女的部落的成員進行了大屠殺。
月亮女孩 (Moon Girl，本名 Lunella Lafayette )
一位9歲的非洲裔美國女孩，擁有驚人的大智慧。她能夠在自己的DNA中識別出異人族基因，並擔心由於泰瑞根迷霧帶來的變化而變成怪物。希望克里技術可以保護她，她最終陷入了T-cloud並開發了Neuralkinesis的能力; 能夠將她的意識轉移到惡魔恐龍中，反之亦然; 以及提高惡魔恐龍大腦的智力水平，讓她在征服他的身體時能夠部分說話。
米歇爾 (Michelle)
一名女性俄亥俄州立大學的學生，她的轉化將她變成了一隻帶翅膀和尾巴的紅皮獸。
機械女士 (Miss Mech)
一名殘疾的女性，在很小的時候就被限制在輪椅上。在泰瑞根雲霧襲擊紐約之前，她一直看著怪獸與巨型機甲的電影，結果她獲得了以精神控制和塑造巨型機器人的能力，從她的範圍內的任何機械部件。最初誤以為怪獸小子 (Kid kaiju) 和他的朋友Lunella是邪惡的怪物控制者，但他們已經和解並快速的成為朋友。
骨頭母親 (Mother Bones)
一個帶有骨性突起的異人，萊許一夥的成員。
馬賽克 (Mosiac)
一名前職業運動員，通過轉化變成一個無形的能量，能夠入侵任何主人，獲取他們所有的記憶和才能，然後繼續前進而不被發現。
驚奇女士 (Ms. Marvel ，本名 Kamala Khan )
卡瑪拉汗是來自紐澤西城的16歲巴基斯坦血統的穆斯林異人。在意識到她的異人族能力賦予了她模仿她的偶像卡蘿·丹佛斯的手段後，卡瑪拉將她的英雄的身份視為新的驚奇女士。
娜迦 (Naja)
一個青少年異人，有著綠色的豹皮，長長的尾巴和雙臂，讓她有能力飛翔。還擁有隱形能力和望遠鏡的視野。
諾丘勒斯 (Nocculus)
萊許一夥的異人，他的第三隻眼睛使他能夠執行精神控制和力量檢測能力。
訥爾 (Nur，本名 Frank McGee ）
一個中年男子，能從他閃亮的黃色眼睛中產生明亮，舒緩的光芒。在轉化之前，他是一名紐約警察，但他的妻子在改變後變得害怕他。於是他搬到新阿提蘭，在那裡他成為了城市安全的負責人。
萬能藥 (Panacea，本名 Ash Minnick ）
來自澳大利亞雪黎的一位新出現的異人族人物，被一群人類狂熱者在模擬抗議活動中捕獲並監禁在一個牢房中被展示為怪物。在皇家異人族大使水晶在人道主義任務中訪問雪黎後，她被發現。她被娜迦 (Naja) 救了出來。萬能藥具有癒合及恢復生物有機體的能力，使其達到最佳健康狀態。
快火 (Quickfire，本名 Barbara McDevitt )
一位前企業間諜，發現能夠減慢目標周圍的時間，但一次只能為一個人。在被揭露為異人後，她被Cortex公司聘用，滲透到阿提蘭的廢墟中。
芮娜 (Raina)
穿著花朵連衣裙的異人。
藍道·傑索普 (Randall Jessup )
一位與布魯斯·班納（Bruce Banner）合作的神盾局科學家，他接受了轉化，將他變成了一個可以吸收憤怒的怪物。
木村·仁 (Ren Kimura )
一位日裔美國舞者，可以從她的指尖召喚出尖銳的金屬絲帶。在從薩諾斯的部隊中獲救後，她加入了無畏捍衛者。
理察德·史利克森 (Richard Schlickeisen )
當他接受轉化時，他是蜘蛛女孩 (安雅·克萊森)的社會研究老師，在那裡他被證明他的身體在機器中是隱形的。他的繭被AIM偷走，後來賣給了瓊恩·卡溫頓，後者後來拿走了他的DNA。
莎拉·加爾薩 (Sarah Garza)
來自布魯克林的前神盾局技師，他突然發現自己能夠產生強大的能量爆炸。在戰爭機器配備了監管服後，她被瑪麗亞·希爾任命為秘密復仇者。在看到他們有多暴力之後，她很快從復仇者聯盟單位辭職，被希爾安置在監禁之前，直到她能夠學會控制自己的力量，希爾可以安排她回到原來的工作崗位。
鞘 (Sheath)
萊許一夥的異人，身體突出金屬碎片。
籠罩者 (Shredded Man，本名 Ivan Guerrero ）
一個強大的異人，可以在全球範圍內與植物生命進行溝通和控制。
火花 (Spark)
萊許一夥的一個熱能異人。
情人（Swain，本名 Jovana ）
一位新出現的異人族人物，他成為了水晶的主力，名為R.I.V ，據信她唯一的能力是一個明顯的尾巴。事實上，她是一個強大的移情能力者，可以通過情感對話來影響他人的情緒。
突觸 (Synapse ,本名 Emily Guerrero）
一個年輕的異人和籠罩者 (Shredded Man) 的孫女，具有心靈感應能力，是復仇者的成員。
科技魔像 (Techno Golem，本名 Tomoe）
來自日本的一位年輕的異人族犯罪老闆，可以控制，與身體以及精神上的關係; 與各種形式的技術同化。
塔恩 (Thane)
薩諾斯剩下的最後一個孩子。薩諾斯侵略地球的真正主要目的就是要找到並殺死他的兒子。一旦轉化發生，塔恩無法控制的力量無意中消滅了他所居住的隱藏的異人族前哨城市。
烏博爾·阿萊斯 (Uber Alles)
一個可以創造空氣渦旋的新納粹異人。在與鐵十字和入侵者的鬥爭之後，他後來支持萊許。
尤里西斯·凱恩 (Ulysses Cain)
俄亥俄州立大學的學生，他的轉化讓他有能力預測未來，讓他成為第二次英雄內戰的中心，因為鋼鐵人和驚奇隊長爭奪如何利用他的危險和強大的新能力。

## 闇黑騎士
闇黑騎士是由強大變種人天啟組成的組織。由變種人和異人組組成，其異人族成員包括：
彈幕 (Barrage)
闇黑騎士的創始成員。他可以將自己的手臂變成有機武器，可以吸收一種能量並在強大的爆炸性爆炸中射擊它。他被瑪德琳·普萊爾的一個克隆人殺死了。
狐蝠 (Foxbat)
闇黑騎士的創始成員。他可以在黑暗中看到並用他的尖牙和爪子作為武器。他被創世紀暗殺。
硬碟 (Hard-Drive)
闇黑騎士的創始成員，一個半機械人。他可以傳送和控制機器，目前的下落不明。
心靈突觸 (Psynapse)
闇黑騎士的創始成員和美杜莎和水晶的堂兄。他有心靈感應。被團隊中的其他成員殺死。
護手（Gauntlet）
闇黑騎士的創始成員，後來變成僱傭兵。經由高科技網路系統結合的強化體能、感官和適應力。優異的武術家。
獠牙（Tusk）
闇黑騎士的創始成員。具有強化的異人族力量，能從背部萌發出心靈相通的小型複製人，目前的下落不明。

## 其他異人族
渦旋
異人族和不朽族的敵人。「天神」在地球上所培育的越異人的混種，菲德爾和一個不朽族的兒子。能力是動能吸收、放射和引爆。目前可吸收的最大能量幾乎等於地球的質量。他創造出自己的巢穴和複製人大軍，以這種方式分散自己的生命型態、藉此達到幾近不朽。他是宇宙神祇-湮滅 (Oblivion) 的化身，目前居住在其境界。
排拒者藍沙克（Ransak the Reject）
不朽族人梅杜拉 (Medula)和渦旋的兒子。具有強化的體能。他的超人力量來自於狂戰士型態，只有在周圍所有人幾乎死光時才會恢復正常、而且難以拒絕參戰。有朋友時他的自制力比較高。和 永恆族一起生活了一段時間。目前的下落不明。
艾卓克 (Eldrac)
又被稱為門扉艾卓克(Eldrac the Door)，被泰瑞根迷霧突變成巨大建築物的型態、身體位在亞提蘭中心、變異成隧道口的巨嘴是可達其他星球和異次元的通道，薩諾斯入侵亞提蘭時在撤離包含自己在內的所有居民的過程中失蹤，之後被梅杜莎找回。
艾莉姬亞 (Elejea)
梅杜莎的三個皇室衛從之一，有著藍綠色的皮膚與尖刺，是異人族聯合國外交代表團成員，能投射能量防護場。對神盾局的狄倫梅森探員不滿，因為她認為他對梅杜莎態度不敬。
瑪莉斯達 (Marista)
梅杜莎的三個皇室衛從之一，女性，能力不詳。
埃利克 (Aeric)
一個異人族小孩。
亞貢 (Agon)
賽馬克 (Symak) 的兒子，黑蝠王之父和瑞恩達 (Rynda) 的丈夫。他大約在1870年當選為異人族遺傳委員會的負責人。他在黑蝠王利用他的聲音力量阻止他用克里船逃離正在工作的實驗室的時候被殺死。
安博爾 (Ambur)
一個異人，是奎林 (Quelin) 的妻子，也是美杜莎和水晶的母親。
安德瓦里 (Andvari)
一位技術工程師，將阿提蘭 (Attilan) 從海洋遷移到喜馬拉雅山脈。
阿爾瓦克 (Arvak)
一個半人馬般的異人族士兵。
阿斯摩迪厄斯 (Asmodeus)
一個有著綠色蝙蝠狀翅膀的異人族衛兵。
阿爾巴科爾 (Albakor)
一名異人族科學家，士兵和新的異人精英成員，擁有水生生理學，是技術專家。他在海洋中具有很強的機動性和零重力。
奧蘭 (Auran)
有著黃色皮膚與大耳朵，如果她選擇一個單詞並知道他們的位置，就能聽到任何人的聲音。她是新阿提蘭的一名督察，也是混血異人 Frank McGee（她暱稱為訥爾Nur）的好朋友。這兩人最終被女王梅杜莎聘請去追捕她失踪的丈夫。當麥西穆斯引發爆炸時，奧蘭被炸死，但她的女兒說服閱讀者 (Reader)使用他的能力“復活”她，創造了一個重複的奧蘭。她後來發生了身份危機。
埃文 (Aven)
一個異人，他是異人民財政部內皇家權杖的前持有者。
埃維恩 (Avian)
一個異人小孩。
埃里翁 (Avion)
一個被殺的異人小孩。
艾維歐斯 (Avius)
作為衛兵工作的有翅膀的異人族。
阿祖爾 (Azur)
班恩斯 (Banth)
一個異人族，當她在阿提蘭時，曾簡短地講述過炫音 (Dazzler)。
貝萊歐·托伊文 (Belial Toiven)
雷克賽爾·托伊文 (Rexel Toiven) 的母親和烏瑟李奧斯·托伊文 (Usurieus Toiven) 的妻子。她有心靈感應能力。
布拉斯特 (Blaast)
一個在克拉許 (Krush) 下工作的異人衛兵。他可以從他的手中發射能量爆炸。
布隆 (Burron)
與至高進化的消滅者和採集者作戰的爬行動物異人。雖然他沒有表現出任何能力，但布隆是武裝戰鬥的專家。
博切克 (Bochek)
布丹 (Budan)
卡波 (Capo)
一個僅作為星體存在的異人，以屍體作為身體來維持生命。他幾個世紀以來一直是Ennilux公司的負責人。每一代人在Ennilux的行列中，作為“卡波(Capo)”宿主的身體裝飾的創造都是基因工程的，但最後一代太弱，有缺陷。這在該組織的歷史上首次導致決定在混血異人(NuHuman)體內傳遞“卡波(Capo)”心智，該體質似乎具有轉移所需的構成和基因序列。
山達理奧斯 (Centaurius)
凱龍 (Chiron)
一個像半人馬一樣的異人衛兵。他是斯泰利爾(Stallior)的兄弟。
可爾波勒斯 (Corporus)
可提諾 (Cteno)
一個水生的異人。
邱達多爾 (Cuidador)
綠皮膚的異人醫生。
賽拉 (Cyra)
丹卓克 (Dendrok)
迪希德拉 (Desidera)
一個為芬德爾(Finder)工作的女性異人。她擁有創建球體三維圖像的能力，並且可以通過使用另一個角色與正在尋找的物品的心理聯繫來提取特定的位置圖像。
戴夫洛爾 (Devlor)
成為驚奇力量成員的異人。他可以變成一個具有超強度和增強敏捷性的野獸般的猿型生物。目前的下落和狀況未知。
德沃茲 (Dewoz)
一個可以通過反射表面進入他所謂的“Antiverse”的異人。他被轉化變成了一個Alpha Primitive的複製品。
迪涅 (Diné)
一個年輕的異人。
多米那斯 (Dominus)
多爾亨 (Dorhun)
新的異人族精英成員。他具有水生特性，並且在零重力戰鬥中被訓練為戰士。
德倫 (Dren)
恩托斯 (Entos)
厄茲希亞 (Ertzia)
一個長壽命的5英尺3英寸異人，有能力產生幾乎難以穿透的紅色外殼，曾是黑蝠王的顧問。在黑蝠王將阿提蘭發射到月球後，厄茲希亞被拋在後面，後來最終進入了萊克島(Ryker Island)。
菲勒爾 (Felor)
一個形似貓的異人，是遺傳委員會的僕人。
旗手 (Flagman)
在Quit Room擔任主持人的異人。
弗萊德莫斯 (Flaidermaus)
一個能飛行的異人衛兵，有一頭獅子般的鬃毛及爪子和蝙蝠般的翅膀。
弗勒爾戈隆 (Flurgron)
弗拉格 (Frag)
遺傳委員會希望塔麗(Tally)與之結婚的爬行動物異人。
蓋倫 (Galen)
蓋德爾 (Ghaidor)
吉特爾 (Gitel)
格萊察 (Glytra)
一個可以飛行的異人。
格蘭 (Goran)
戈登 (Gordon)
有傳送能力的無眼異人。在漫畫中，他和斯納爾寇 (Snarkle) 在2000年前被國王卡爾登 (Kalden) 流放到了另一個維度，因為他犯了一個未指明的罪行。當斯納爾寇回到地球時，戈登留他在他被關的地方，告訴斯納爾寇他從未喜歡過他。
格瑞莫 (Grimal)
伊卡瑞斯 (Ikarys)
一個有鳥形翅膀的異人。他是異人族的偵察兵和哨兵。
伊科利 (Ikelli)
異人族城市烏托蘭 (Utolan) 的異人和弗林特 (Flint) 的兄弟，有藍色卷鬚。
伊瑞迪雅 (Iridia)
有著蝴蝶翅膀的異人。
伊塔爾 (Itar)
嘉瑩 (Jiaying)
一個綠皮膚的異人，有鰓而非鼻子。
卡爾登 (Kalden)
一個古老的異人國王，被提到有責任在兩千年前將戈登 (Gordon) 和斯納爾寇 (Snarkle) 放逐到另一個層面，因為一個未指明的罪行。
加利班 (Kaliban)
一名異人衛兵和雪人 (Yeti) 的兄弟，他們在布朗克斯的一次活動中參加了對驚奇四超人的攻擊。像他的兄弟一樣，有著雪人般的外表。
卡利佳 (Kalikya)
一個異人治療師，有著長長的手掌和手指。
基倫 (Kirren)
兩棲動物型的異人守衛。被Outrider殺死。
科巴爾 (Kobar)
柯拉斯 (Korath)
克拉許 (Krush)
一個8英尺高的異人衛兵，可以長到兩倍大小，有著琥珀色的皮膚和超強的力量。
庫蘭尼 (Kurani)
一個異人幻覺施法者。
凱勒斯 (Kylus)
一個生活在公元前500年的異人。
拉 (La)
萊許 (Lash)
一種具有能量轉換能力的異人，來自異人族城市奧羅蘭 (Orrolan) 。
瑪格納爾 (Magnar)
被提及的異人。
馬拉 (Mala)
一個異人占卜者，可以遠程通信，遠程攻擊電子系統。
馬寇斯 (Makoth)
馬科斯 (Makus)
曼德 (Mander)
馬拉克 (Marak)
瑪麗拉 (Marilla)
有著大頭與雙腳各三個腳趾及斑點皮膚的異人，幼年時的水晶和月神的保姆。她被一個被洗腦的鋼鐵人殺死。
馬哈士·斯賓 (Marishi Spin)
Ennilux的首席技術官。當他在卡波 (Capo) 垮台後聚集公司以選出他們的新首席執行官時，他還計劃推出一種名為Antigen的新技術，Antigen是一種異人能力的抑製劑。然而，在演示之前，該設備被Fantomelle偷走了。
母親長老會 (Maternal Council of Elders )
一群異人，是異人族城市烏托蘭的統治組織。
- 大雅 (Daya)

烏托蘭母親長老會的老年女性成員。
- 伊瑞利斯 (Irellis)

Utolan的母親長老會的女性成員，她是弗林特 (Flint)和伊科利 (Ikelli) 的母親。
瑪雅 (Maya)
一個異人，是月神的前保姆。她可以創造人造環境。
曼迪克斯 (Mendicus)
一名異人族的大使，有孩子般的身體，代表著聯合國的阿提蘭人。
米肯 (Mikon)
米萊娜 (Milena)
敏克西 (Minxi)
一個異人族農民和美杜莎的服務員，能夠在短時間內複製動物的主要特徵和能力。她幫助美杜莎生下了阿胡拉。戈爾貢和卡爾納克都對她產生了迷戀。
莫加勒 (Mojlor)
塔麗 (Tally)想與之結婚的異人。
穆洛克斯 (Mullox)
納達爾 (Nadar)
曾經幫助驚奇先生的異人族科學家和遺傳學家找到了治療水人的方法。
納羅 (Nallo)
一個異人族音樂家，能在他手臂上的琴弦上演奏優美的音樂。
內斯特 (Nestor)
一個生活在公元前500年的異人族，曾是人類的前統治者。
諾麗柯 (Nollik)
一個異人，是埃利克 (Aeric)的母親。
甲骨文 (Oracle)
一個心靈感應的異人，擔任黑蝠王的神諭和翻譯。
奧澤爾 (Ozel)
一名異人族的平民，他想要追上涉嫌偷竊皇家幽靈的快銀。
佩恩 (Payne)
一個異人族的衛兵，他能用能量衝擊他的拳頭，放大他的拳頭。
佩特拉斯 (Petras)
戈爾貢的兒子和阿萊克托的同父異母的兄弟。在薩諾斯入侵期間，戈爾貢讓他接受轉化，這讓他看起來像一個綠色毛皮牛頭怪。
菲德爾 (Phaeder)
一名異人遺傳學家，他被從阿提蘭流放並與不朽族一起生活了一段時間。他是渦旋的父親。菲德爾是向至高進化提供包含破解遺傳密碼藍圖的論文的人。目前已死亡。
小狗  (Puppy)
一隻可以傳送的異人族小狗。
普特 (Putor)
奎林 (Quelin)
一個異人，她是美杜莎和水晶的父親，也是瑞恩達 (Rynda) 的兄弟。
拉帝安特 (Radiant)
一個擁有不朽皮膚和超強力量的異人。
拉賈爾 (Rajar)
拉穆斯 (Ramus)
蘭達克 (Randac)
異人族的前統治者和泰瑞根迷霧的創始人。
雷克賽爾·托伊文 (Rexel Toiven)
一個有著瘦弱的三隻手臂的異人族紋身藝術家。他被葡萄牙僱傭兵殺害。
閱讀者 (Reader)
閱讀者是在格陵蘭島的異人城市奧羅蘭定居的異人族羅爾部落 (Lor) 的一分子。當他接觸到泰瑞根迷霧時，他開發出能夠使他所讀的任何東西變得真實並變得生動的能力。他的人民害怕他擁有的力量並且睜開眼睛。從那時起，閱讀者已經學會了以點字卡來有效的使用他的力量。
羅克 (Rok)
在克拉許 (Krush) 手下工作的異人衛兵。雖然他沒有表現出任何能力，但他還是武裝戰鬥的專家。
羅姆納爾 (Romnar)
異人族科學家和研究員。
瑞恩達 (Rynda)
一個異人。黑蝠王的母親，奎林 (Quelin) 的妹妹也是亞貢 (Agon) 的妻子。
薩納拉 (Sanara)
來自異人族城市烏托蘭 (Utolan) 的異人。
二代尋找者 (Seeker II)
尋找者的雙胞胎兄弟。
森斯奇 (Senschi)
一個紫色皮膚的異人，有著凹陷的臉，一個尖尖的鰭狀毛髮，蝙蝠狀的翅膀而不是手臂，還有一條長長的尖刺尾巴。
西斯科 (Sisko)
一個被人們稱為“隱藏者”的女性。曾被納粹綁架。她有能力變形。
史密羅 (Smilo)
史納爾寇 (Snarkle)
2000年前，一位未指明的可怕異人與戈登 (Gordon) 一起被國王卡爾登 (Kalden) 流放到另一個世界，因為他犯了一個未指明的罪行。當戈爾頓繼續流亡時，史納爾寇回到了地球，他被弗林特 (Flint) 和伊索 (Iso) 擊敗，然後被還給了新阿提蘭 (Newe Attilan) 的地牢。
索姆納斯 (Somnus)
一個可以創造小型彈射黑色球體的異人，可以讓被擊中的任何人看到幻象或讓他們入睡。
史波爾 (Sporr)
一個異人，有能力通過二元裂變創造分身。
西歐克 (Sylk)
一名在克拉許 (Krush) 下工作的女性異人守衛。她有著緞帶狀的下半身。
賽馬克 (Symak)
亞貢 (Agon) 的父親。
塔麗 (Tally)
遺傳委員會希望與弗拉格 (Frag) 結婚而不是莫加勒 (Mojlor) 的異人。自殺而死。
塔尼斯 (Tanith)
托榮 (Tauron)
特呂茨勒 (Telv)
特提斯 (Tethys)
尊者 (Thera)
薩拉斯通 (Thraxton)
托洛斯 (Tolos)
一個像熊一樣的異人守衛，擁有超強的力量，鋒利的爪子和鋒利的牙齒。他被Outrider殺死。
奧塔恩特 (Ultarnt)
一位異人族科學家，研究泰瑞根轉化的儀式。
烏瑟李奧斯·托伊文 (Usurieus Toiven)
威歐 (VEL)
菲利特斯 (Veritus)
一個有能力判斷某人是在說實話還是撒謊的異人。
維達莫斯 (Videmus)
一個眼盲的異人和遺傳委員會的前成員，他的眼睛像卷鬚一樣可以附著在他人的前額上，讓他能夠看到他們的想法。他告訴快銀關於泰瑞根迷霧的所在地。之後，黑蝠王判處他單獨監禁生活，他不會利用他的權力來看透他人，但戈爾貢不同意這句話。
維納托斯 (Vinatos)
一位身材高大的異人博士，有著剃刀般的鋒利指甲，是異人族皇室的親密朋友，尤其是美杜莎。在轉化之後，他開始幫助混血異人 (NuHumans) 。維納托斯最終被忌名 (The Unspoken) 殺死。他幫助過的許多混血異人參加了他的葬禮，其中包括地獄火 (但丁·波特茲)和驚奇女士 (卡瑪拉·克汗)。
威畢羅斯 (Webelos)
威畢沃 (Weebwow)
雪人 (Yeti)
一個有著雪人外表的異人，是加利班 (Kaliban) 的兄弟。
澤塔 (Zeta)
佐爾瓦許 (Zorvash)

## 其他版本的異人族

### Earth-691
在31世紀的星際異攻隊居住的漫威宇宙的另一個未來，一些新的異人族存在。這些異人中有：
秋牡丹 (Anemone)
一個擁有令人癱瘓的觸手的異人。
複合 (Composite)
領導者洛基培育的異人。他擁有黑蝠王，美杜莎，戈爾貢和崔坦的所有能力。
迴歸 (Egressor)
一個帶有靈能過濾的異人。
原型體 (Exempler)
一個由洛基完成的原型實驗的異人，是複合 (Composite) 的“繼父”。他擁有黑蝠王，美杜莎，戈爾貢和崔坦的所有能力。
印記 (Imprint)
一個由洛基培育的異人，擁有危險的觸摸。
恐懼症 (Phobia)
由洛基培育的異人，可以製造恐懼幻象。
昏迷 (Stupor)
由洛基培育的異人，有能力降低對手的運動技能。
蟲洞 (Wormhole)
由洛基培育的異人，可以製造蟲洞。
塔隆（Talon）
31世紀的星際異攻隊之一，巨貓人型異人。超人的體能和感官、力量是一般異人族的十倍，具有尖銳的伸縮利爪。

### Earth-1610
高密度者 (Densitor)
麥西穆斯增加了他的力量，耐性和質量，變得足以防火。
三眼女（Tri-Clops，本名Sapphire）
在她的第三隻眼睛中具有透視視力（包括看不見的能力）的異人。
一個無名的異人
可以從身體中產生一群像昆蟲一樣的飛行生物的不知名異人。

### 超人類
在異人族之死故事中，克里創造了一個被稱為超人類的異人新種族。這個新種族從出生開始就具有幾乎所有的異人能力而且沒有人性，這是克里認為有問題的。
沃克斯 (Vox)
這個種族的第一個也是目前唯一的成員，他被描述為“神靈的聲音和憤怒以及克里帝國的尖叫”。除了他的強大力量之外，他還揮舞著一把鐮刀，由一把手柄和刀片組成，刀片由一種不知名的紅色能量和一把小尖銳的匕首組成。他的服裝也與“ 地球X ”現實中的阿胡拉有著相似的相似之處。沃克斯後來被揭示實際上是由克里人設計的一個程序。

## 其他媒體

### 電視劇

#### 異人族
黑蝠王,梅杜莎,水晶,麥西穆斯,鎖齒狗,卡爾納克,戈爾工,崔坦,奧蘭,伊瑞迪雅,齊坦,波瑟斯,亞貢,瑞恩達,安博爾與奎林等原作角色均有登場。
其餘為異人族中原創的異人族角色:
布羅納加 (Bronaja)
最近出現的異人，擁有能夠看到任何接觸他的人的未來的能力。
多東 (Duodon)
一個異人，他投影儀般的眼睛可以預測將要發生的事件。由於他無法用眼睛看到正常景象，他需要協助才能到處走動。
芙蘿拉 (Flora)
一個操縱植物的異人，成為忠於麥西穆斯的異人皇家衛隊的特工。
軌跡 (Locus)
一個異人，成為忠於麥西穆斯的異人皇家衛隊的特工，具有迴聲定位能力。她後來被黑蝠王和梅杜莎俘虜，以便找到戈爾工和崔坦。在死於其中一名大麻農民造成的致命槍傷之前，她告訴黑蝠王和梅杜莎，水晶正在瓦胡島，並在他們返回時對阿提蘭做出一些改變。
洛尤利斯 (Loyolis)
一個異人，也是布羅納加和伊瑞迪亞的父親，擁有爬行動物的手。
莫爾狄斯 (Mordis)
阿提蘭上第二個最危險的異人（第一個為黑蝠王），他的特殊面具擋住了強大的能量束，他被黑蝠王監禁，在他被麥西穆斯釋放後，他幫助奧蘭追捕異人族皇室。
帕利潘 (Paripan)
一個異人，也是布羅納加和伊瑞迪亞的母親。
薩卡斯 (Sakas)
一個能夠吐出酸液的異人，他成為忠於麥西穆斯的異人皇家衛隊的特工。他在莫爾狄斯引發的埃文德克蘭的工廠爆炸事故中意外喪生。
薩米 (Sammy)
最近改造的異人，具有讓手產生高溫的能力，在瓦胡島懲教設施中與黑蝠王結識。
提伯爾 (Tibor)
遺傳委員會成員，是麥西穆斯的老朋友。

#### 神盾局特工 (第二季)
以下為神盾局特工 (第二季)中出現的異人族角色，大部分為原創:
艾比 (Abby)
2091年的一個年輕的異人女孩，擁有密度操縱的能力。被潔瑪·西蒙斯 (Jemma Simmons)訓練並在燈塔的競技場擊敗巴沙(Basha)的冠軍之後，被卡修斯(Kasius)賣給了巴沙。
艾麗莎·惠特利 (Alisha Whitley)
一個忠於嘉瑩的異人，有創造多個自己的克隆人的能力。她被林肯·坎貝爾和梅琳達·梅擊敗。在第3季與SHIELD合作。她的一個克隆人被萊許(Lash)殺死。並曾考慮投靠蜂巢(Hive)的方面，後來被克里劊子手殺死。
班 (Ben)
2091年的異人，擁有心靈感應能力。在幫助黛西·約翰森和潔瑪·西蒙斯掩蓋他發現的一些信息後，被卡修斯派來的席娜拉(Sinara)給殺死。
黛西·約翰森 (Daisy Johnson)
嘉瑩的女兒，也是一名神盾局特工，她在暴露於特里根迷霧後擁有了操縱振動的能力。她能夠控制周圍一切的振動能量。改編自同名漫畫角色。
德懷特·弗萊  (Dwight Frye)
一個異人，有能力感知其他的異人。當他靠近其他異人時，會感到痛苦並起疹子。他幫助萊許展開了屠殺其他異人的活動，直到他被ATCU抓獲並被萊許殺害為止。
埃琳娜·「溜溜球」·羅德里奎 (Elena Rodriguez)
一個年輕的哥倫比亞非人類，可以快速移動，同時也從她開始的地方返回。相信她的新權力是上帝的禮物，用她的禮物來對抗哥倫比亞政治體系內的腐敗分子，包括哥倫比亞國家警察。這簡短地使她與神盾局發生衝突。當他們看到羅德里格斯正在利用她的權力時，他們將她招募進了秘密戰士。
伊森·強斯頓 (Ethan Johnston)
一名年輕的異人，經過數小時的實驗，被里斯特(Dr.List)博士和其他的九頭蛇科學家綁架並殺死。
伊娃·貝利亞科夫  （Eva Belyakov）
一位俄羅斯女子，擁有超人類體能，在從來世組織(Afterlife)手中偷走了各種各樣的泰瑞根水晶之後變得流氓，她曾經引發了她的女兒卡特雅(Katya)的轉化。在神盾局特工梅琳達·梅被其女兒控制後殺死。
弗林特 (Flint)
一個生活在燈塔上的2091年的異人。在經歷轉化之後，弗林特開發了geokinesis。
安德羅維奇將軍 (General Androvich)
一名前刺客和國防部長的俄羅斯人，與基迪安馬利克(Gideon Malick)和俄羅斯代表安東彼得羅夫結盟，共同消滅總理迪米特里奧爾申科。他的異人能力讓他能將自己的影子展現在一個黑暗力量的陰影中，可以隨意改變它的密度。安德羅維奇將軍後來被芭芭拉·「芭比」·莫斯殺害。
戈登 (Gordon)
一個無眼的異人，是嘉應的得力助手。他有能力將自己從一個區域傳送到另一個區域。除了他自己，只要他與他們直接接觸，戈登也可以傳送他人。在傳送時，戈登可以產生不受槍擊影響的反射藍色能量場。他的主要任務是保護和運送其他非人類人口進出他們的定居點來世。他支持嘉瑩決定誘騙自己的人民開始對神盾局開戰，他們襲擊了伊利亞特。戈登後來在與神盾局特工里奧·費茲(Leo Fitz)的一場戰鬥中喪生。
蜂巢
一個可以居住在死者屍體中並獲得記憶的異人。幾千年前，它被人類驅逐到另一個叫做馬維斯(Maveth)的行星，因為他[們害怕它的力量。九頭蛇成立於遠古時代，試圖將它帶回來並在幾千年內給它做了幾次獻祭，最近一次是由威爾·丹尼爾斯(Will Daniels)領導的NASA團隊。蜂巢殺死並擁有了這些祭品，也消滅了曾經生活在馬維斯上的文明。在3季中期拯救蜂巢的任務中，九頭蛇的新領導人葛蘭特·沃德被菲爾·考森殺死，而威爾·丹尼爾斯的屍體（蜂巢原先所使用的）則被里奧·費茲摧毀。然後蜂巢接管了沃德的屍體並逃到了地球。改編自同名漫畫角色。
地獄火(J. T. Slade)
一名前僱傭兵和拆遷專家，在闖入嘉瑩的檔案後被驅逐出來。因此，他從未經歷過轉化並且對嘉瑩感到苦澀。蜂巢和黛西後來將詹姆斯帶到了轉化，在那裡他獲得了為火爆爆炸充電的能力。改編自同名漫畫角色。
原始異人 (Inhuman Primitives)
通過Holden Radcliffe的實驗創建，試圖複製由蜂巢幫助的異人創作。它們是通過泰瑞根水晶，黛西·約翰森和克里劊子手的血液以及蜂巢自己的寄生生物的病原體組合而產生的。第一組原始異人是從五個圈養成員創建的看門狗。儘管有著原始人的自卑感，但蜂巢認為這些實驗是成功的，並且旨在通過用高空核爆炸分散轉化劑來改造大部分人類。
嘉瑩 (Jiaying)
黛西“斯凱”約翰遜的母親和凱文扎博的妻子幫助新的無人管理他們新發現的力量和外表。她擁有長壽的力量和治療因素（兩者都需要消耗他人的生命力），這是由老化的九頭蛇成員丹尼爾·懷特霍 (Daniel Whitehall) 實現的她對自己的活體進行了活體解剖和實驗，以獲得永恆青春的秘密。她的丈夫設法將她重新組合在一起，儘管仍然留下了許多傷疤。然而，這也破壞了她的道德感。在第2季結尾時，她操縱了異人與神盾局的戰爭，將後者視為威脅。她最終被凱文殺死，凱文曾試圖謀殺她的女兒。改編自同名漫畫角色。
喬伊·古特瑞茲 (Joey Gutierrez)
一個異人，能夠融化他身邊三米範圍內的任何金屬物體，尤其是觸摸它們。融化效果不僅會影響他接觸的物品，還會影響近距離的其他物品。當接觸車輛時，他的動力往往會引起爆炸，因為減壓會使燃料爆炸。
卡特雅·貝利亞科夫 (Katya Belyakov)
伊娃的小女兒，擁有心智操控的力量。她最初被拒絕接受轉化但後來被她的母親接受了。由於年齡小，缺乏適當的心理準備，她變得不穩定，表現出精神病性精神分裂症的幾種跡象。當她開始在巴林造成大屠殺的同時，在控制包括她母親在內的許多人的同時，她最終還是被嘉瑩帶走了她的痛苦。
萊許 (Lash)
一個追殺其他異人的異人。萊許在接受轉化後變成了一隻可怕的藍皮獸人，長長的鬃毛從他的頭皮向下延伸到他的上背部。在拯救了黛西約翰遜之後，他被地獄火殺死了。改編自同名漫畫角色。
林肯坎貝爾 (Lincoln Campbell)
林肯坎貝爾是一名異人博士，曾在來世工作。在轉化後他擁有了電力操縱能力。他幫助黛西了解她轉化的真實程度。在戰爭期間最初站在嘉瑩面前，他開始懷疑她看到她殺害無辜代理人的意圖，並在從斯凱那裡了解真相後，幫助神盾局擊敗了嘉應。在戰爭結束後，坎貝爾試圖開始一個新的和平生活，但當被一個名叫萊許的異人追殺時，他被迫躲藏起來。林肯坎貝爾後來犧牲了自己的生命來炸毀他和Hive在地球軌道外的昆式戰機。
羅里·漢森 (Lori Henson)
謝恩·漢森(Shane Henson)的妻子，一個異人，她在戰爭之前生活在來世，反抗人類開始，成為艾麗莎的朋友。當戈登在戰爭期間搬遷隱藏的定居點的公民時，她和她的丈夫謝恩回到他們在加利福尼亞好萊塢的公寓。漢森有能力從她的手臂發出火焰。羅里後來被萊許殺死。
盧西奧 (Lucio)
與哥倫比亞國家警察合作的異人。盧西奧有能力通過盯著人，使他們陷入類似於死亡的狀態。由於他無法控制能力，盧西奧一直被迫戴著太陽鏡。他後來被九頭蛇綁架。盧西奧後來被喬伊·古特瑞茲殺死。
邁克爾 (Michael)
居住在來世的異人。在嘉瑩與神盾局的戰爭期間，他後來從來世撤離。
R.吉耶拉 (R. Giyera)
吉耶拉被九頭蛇賦予異人能力，並成為Endotex實驗室的安全負責人，直接在吉迪安手下工作，以確保沒有人了解他們對異人的真實意圖。吉耶拉有能力使用心靈傳動來按自己的意願移動物體。他能夠舉起兩把丟棄的手槍，並讓它們停留在空中，同時拉動扳機向蘭斯·杭特和芭比·莫斯射擊，這些動作只需舉起雙手來完成。後來，他用手指向金屬管，用它作為對付芭比的鈍器。作為ATCU的安全負責人和吉迪安的私人保鏢，他擁有廣泛的武術知識。他選擇在沒有他的力量的情況下與芭比戰鬥，並給了她一場被蘭斯·杭特干擾打破的競爭戰。
芮娜 (Raina)
蜈蚣計畫(Project Centipede)的前成員，在轉化之後變成了一個帶有爪子和黃色眼睛的荊棘覆蓋的異人。她也獲得了增強的力量和耐用性。她的新形式顯然不舒服，即使是對她來說，因為她的內心感到畸形。她似乎也有某種預知能力。在她的預知視覺允許她看到嘉瑩與神盾局開始戰爭的計劃之後，她最終被嘉瑩謀殺了。
謝恩·漢森 (Shane Henson)
羅里·漢森(Lori Henson)的丈夫，一個生活在來世並且躲藏起來的異人。他具有漂浮在地面幾英寸處的能力。沙恩後來被萊許殺死。
塔克·夏克里 (Tucker Shockley)
一名看門狗的精英成員，在試圖看看參議員艾倫·納迪爾(Ellen Nadeer)是不是異人的時候接受了轉化。他的轉化使他爆炸，然後重新組裝他自己的分子。
維杰·納德爾（Vijay Nadeer）
一位名叫艾倫 ·納德爾（Ellen Nadeer）的參議員的兄弟，他不信任異人並將其視為對社會的威脅。在他的妹妹被看門狗槍殺並且和她一起被從直升機上扔到水里之後，維杰在水下再次進行了轉化。
威爾頓 (Wilton)
威爾頓博士是一名異人，在她與羅伯特·古鐵雷茲談判時，她遭到槍傷，在她後拒絕接受神盾局的醫療護理後，嘉瑩打了電話給她。當黛西·約翰森與林肯·坎貝爾和嘉瑩談話時，威爾頓從嘉瑩的肩膀上取下了子彈碎片並縫合了她的傷口。斯凱問威爾頓醫生，嘉瑩是否需要獻血，但坎貝爾在威爾頓回答之前就開始爭吵了。

### 電影
2011年3月，傳出漫威娛樂正在開發異人族的改編電影。2012年11月，史丹·李宣布，電影確實正在發展中。2014年8月，據報導，漫威找來了喬·羅伯特·科爾作為編劇。2014年10月，漫威證實了本片並定於2018年11月2日上映。該日期後來改至2019年7月12日。2015年10月，科爾退出了電影，且可能不再使用他所撰寫的劇本。2016年4月，漫威表示，電影仍不考慮取消。

### 遊戲
- 《MARVEL未來之戰》：黑蝠王、梅杜莎、水晶、戈爾工、麥西穆斯、地獄火、黛西·約翰森、卡爾納克、月亮女孩、卡瑪拉·克汗、萊許(鞭笞)及林肯·坎貝爾是玩家可使用角色。
- 《漫威英雄 Online》：玩家可選擇黑蝠王、卡瑪拉·克汗為遊戲角色，後者亦可成為玩家隨從。